# Elecciones municipales de San Juan de Lurigancho de 2022
Las elecciones municipales de San Juan de Lurigancho de 2022 se llevaron a cabo el 2 de octubre de 2022 para elegir al alcalde y al Concejo Distrital de San Juan de Lurigancho. La elección se celebró simultáneamente con elecciones regionales y municipales (provinciales y distritales) en todo el Perú.

## Composición del Concejo Distrital de San Juan de Lurigancho
La siguiente tabla muestra la composición del Concejo Distrital de San Juan de Lurigancho antes de las elecciones:
| Partidos | Partidos                 | Regidores |
| -------- | ------------------------ | --------- |
|          | Podemos Perú             | 9         |
|          | Somos Perú               | 2         |
|          | Alianza para el Progreso | 1         |
|          | Fuerza Popular           | 1         |
|          | Democracia Directa       | 1         |
|          | Restauración Nacional    | 1         |

## Partidos y candidatos
A continuación se muestra una lista de los partidos y candidatos que participaron en la elección: 
| Candidatura | Candidatura | Partidos y alianzas                       | Candidatos | Candidatos              | Ideología                                                           | Ref.  |
| ----------- | ----------- | ----------------------------------------- | ---------- | ----------------------- | ------------------------------------------------------------------- | ----- |
|             |             | Lista - Acción Popular (AP)               |            | Antonio Orellano Aliaga | Partido atrapalotodo                                                | [ 1 ] |
|             |             | Lista - Alianza para el Progreso (APP)    |            | Juan Navarro Jiménez    | Liberalismo económico Conservadurismo liberal                       | [ 1 ] |
|             |             | Lista - Avanza País (AvP)                 |            | Brenda Lizano Tejada    | Conservadurismo liberal Neoliberalismo                              | [ 1 ] |
|             |             | Lista - Frente de la Esperanza (FE)       |            | Walter Gutierez Vaisman | Reformismo                                                          | [ 1 ] |
|             |             | Lista - Fuerza Popular (FP)               |            | Ernesto Ventura Angel   | Fujimorismo Conservadurismo social Populismo de derecha             | [ 1 ] |
|             |             | Lista - Juntos por el Perú (JP)           |            | Manuel Torbisco Juárez  | Socialismo democrático Progresismo                                  | [ 1 ] |
|             |             | Lista - Partido Morado (PM)               |            | Antony Matos Quispe     | Centrismo Republicanismo Progresismo                                | [ 1 ] |
|             |             | Lista - Partido Patriótico del Perú (PPP) |            | Raquel Ataucusi Puchuri | Nacionalpopulismo Antiglobalismo Nativismo                          | [ 1 ] |
|             |             | Lista - Perú Libre (PL)                   |            | Judith Rafael Caro      | Socialismo del siglo XXI Marxismo-leninismo Mariateguismo           | [ 1 ] |
|             |             | Lista - Podemos Perú (PP)                 |            | Oscar Herquinio Luna    | Conservadurismo social Populismo Nacionalismo                       | [ 1 ] |
|             |             | Lista - Renovación Popular (RP)           |            | Manuel Angulo Vasquez   | Ultraconservadurismo Fundamentalismo cristiano Populismo de derecha | [ 1 ] |
|             |             | Lista - Somos Perú (SP)                   |            | Jesús Maldonado Amao    | Democracia cristiana Conservadurismo social                         | [ 1 ] |

## Sondeos de opinión
Las siguientes tablas enumeran las estimaciones de la intención de voto en orden cronológico inverso, mostrando las más recientes primero y utilizando las fechas en las que se realizó el trabajo de campo de la encuesta. Cuando se desconocen las fechas del trabajo de campo, se proporciona la fecha de publicación.
Leyenda:
     Sondeo realizado en el periodo de prohibición legal de la difusión de sondeos de intención de voto.

### Intención de voto
La siguiente tabla enumera las estimaciones ponderadas (sin incluir votos en blanco y nulos) de la intención de voto.
|                                |                |     |      |      |      |      |     |      |      |  |  |  |
| Elecciones municipales de 2022 | 2 oct 2022     | —   | 21.8 | 16.2 | 15.9 | 15.2 | 7.7 | 7.4  | 5.6  |  |  |  |
|                                |                |     |      |      |      |      |     |      |      |  |  |  |
| Ipsos Perú/América             | 2 oct 2022     | ?   | 21.7 | 15.1 | 16.6 | 15.7 | –   | –    | 5.1  |  |  |  |
| Ipsos Perú/América             | 2 oct 2022     | ?   | 22.6 | 17.0 | 15.4 | 15.8 | –   | –    | 5.6  |  |  |  |
| CPI                            | 22–25 ago 2022 | 400 | 23.7 | 13.8 | 4.7  | 25.0 | 2.3 | 7.8  | 1.3  |  |  |  |
| Datum/Perú 21/Gestión          | 3–5 ago 2022   | 300 | 34.7 | 5.1  | 2.9  | 23.7 | 1.5 | 11.7 | 11.0 |  |  |  |
| Sensor                         | 6–10 jun 2022  | 300 | 21.5 | 10.8 | 26.9 | 23.7 | –   | –    | 3.2  |  |  |  |
| Sensor                         | 21–24 abr 2022 | 300 | 24.0 | 5.3  | 37.3 | 22.7 | –   | 1.3  | 13.3 |  |  |  |

### Preferencias de voto
La siguiente tabla enumera las preferencias de voto en bruto (incluyendo blancos, viciados y sin respuesta) y no ponderadas.
| Encuestadora/Medio             | Fecha          | Muestra | Jesús Maldonado | Manuel Angulo | Óscar Herquinio | Juan Navarro | Walter Gutiérrez | Brenda Lizano | B/V  | NS/NO | Dif. |  |  |  |  |
| ------------------------------ | -------------- | ------- | --------------- | ------------- | --------------- | ------------ | ---------------- | ------------- | ---- | ----- | ---- |  |  |  |  |
| Encuestadora/Medio             | Fecha          | Muestra |                 |               |                 |              |                  |               |      |       |      |  |  |  |  |
| Elecciones municipales de 2022 | 2 oct 2022     | —       | 19.0            | 14.1          | 13.8            | 13.2         | 6.7              | 6.4           | 13.2 | –     | 4.9  |  |  |  |  |
|                                |                |         |                 |               |                 |              |                  |               |      |       |      |  |  |  |  |
| CPI                            | 22–25 ago 2022 | 400     | 12.2            | 7.1           | 2.4             | 12.9         | 1.2              | 4.0           | 20.5 | 28.0  | 0.7  |  |  |  |  |
| Sensor                         | 6–10 jun 2022  | 300     | 20              | 10            | 25              | 22           | –                | –             | –    | 7     | 3    |  |  |  |  |

## Resultados

### Sumario general
| Partidos y coaliciones                                                                               | Partidos y coaliciones            | Voto popular | Voto popular | Voto popular | Regidores | Regidores |
| Partidos y coaliciones                                                                               | Partidos y coaliciones            | Votos        | %            | ±pp          | Total     | +/−       |
| --- | --------------------------------- | ------------ | ------------ | ------------ | --------- | --------- |
| | Somos Perú (SP)                   | 120,769      | 21.83        | +7.01        | 9         | +8        |
| | Renovación Popular (RP)1          | 89,711       | 16.21        | +14.08       | 2         | +2        |
| | Podemos Perú (PP)                 | 88,186       | 15.94        | +0.54        | 2         | –7        |
| | Alianza para el Progreso (APP)    | 84,027       | 15.19        | +5.48        | 1         | ±0        |
| | Frente de la Esperanza (FE)       | 42,433       | 7.67         | Nuevo        | 1         | +1        |
| | Avanza País (AvP)                 | 41,069       | 7.42         | +6.00        | 0         | ±0        |
| | Fuerza Popular (FP)               | 27,268       | 4.93         | –3.44        | 0         | –1        |
| | Juntos por el Perú (JP)           | 27,130       | 4.90         | +3.45        | 0         | ±0        |
| | Perú Libre (PL)                   | 13,457       | 2.43         | Nuevo        | 0         | ±0        |
| | Acción Popular (AP)               | 9,206        | 1.66         | n/a          | 0         | ±0        |
| | Partido Morado (PM)               | 7,334        | 1.33         | Nuevo        | 0         | ±0        |
| | Partido Patriótico del Perú (PPP) | 2,684        | 0.49         | Nuevo        | 0         | ±0        |
| |                                   |              |              |              |           |           |
| Total                                                                                                | Total                             | 553,274      |              |              | 15        | ±0        |
| |                                   |              |              |              |           |           |
| Votos válidos                                                                                        | Votos válidos                     | 553,274      | 86.83        | +6.67        |           |           |
| Votos en blanco                                                                                      | Votos en blanco                   | 25,418       | 3.99         | –4.09        |           |           |
| Votos nulos                                                                                          | Votos nulos                       | 58,465       | 9.18         | –2.57        |           |           |
| Votos emitidos                                                                                       | Votos emitidos                    | 637,157      | 80.49        | –3.77        |           |           |
| Abstenciones                                                                                         | Abstenciones                      | 154,443      | 19.51        | +3.77        |           |           |
| Votantes registrados                                                                                 | Votantes registrados              | 791,600      |              |              |           |           |
| |                                   |              |              |              |           |           |
| Fuente:                                                                                              |                                   |              |              |              |           |           |
| Notas al pie: 1 Comparado con los resultados de Solidaridad Nacional (SN) en las elecciones de 2018. |                                   |              |              |              |           |           |
| Notas al pie:                                                                                        |                                   |              |              |              |           |           |
| 1 Comparado con los resultados de Solidaridad Nacional (SN) en las elecciones de 2018.               |                                   |              |              |              |           |           |

### Concejo Distrital de San Juan de Lurigancho
| Cargo                                        | Autoridad electa         | Partido político | Partido político         |
| -------------------------------------------- | ------------------------ | ---------------- | ------------------------ |
| Alcalde Distrital de San Juan de Lurigancho  | Jesús Maldonado Amao     |                  | Somos Perú               |
| Regidor Distrital de San Juan de Lurigancho  | Ricardo Colchado Rivera  |                  | Somos Perú               |
| Regidor Distrital de San Juan de Lurigancho  | Lenin Garibay Pedregal   |                  | Somos Perú               |
| Regidora Distrital de San Juan de Lurigancho | Edma Benavides Arias     |                  | Somos Perú               |
| Regidora Distrital de San Juan de Lurigancho | Trinidad Maldonado Amao  |                  | Somos Perú               |
| Regidor Distrital de San Juan de Lurigancho  | David Dávalos Amao       |                  | Somos Perú               |
| Regidora Distrital de San Juan de Lurigancho | Carol Aliaga Maximiliano |                  | Somos Perú               |
| Regidor Distrital de San Juan de Lurigancho  | Víctor Zelada Gómez      |                  | Somos Perú               |
| Regidora Distrital de San Juan de Lurigancho | Milena Vargas Morales    |                  | Somos Perú               |
| Regidor Distrital de San Juan de Lurigancho  | Juan Prado Tapia         |                  | Somos Perú               |
| Regidora Distrital de San Juan de Lurigancho | Lucy Mallqui Merino      |                  | Renovación Popular       |
| Regidor Distrital de San Juan de Lurigancho  | Charles Maylle Carlos    |                  | Renovación Popular       |
| Regidor Distrital de San Juan de Lurigancho  | Romer Layme Escobar      |                  | Podemos Perú             |
| Regidora Distrital de San Juan de Lurigancho | María Zelada Ortiz       |                  | Podemos Perú             |
| Regidor Distrital de San Juan de Lurigancho  | Hober Medrano Aguilar    |                  | Alianza para el Progreso |
| Regidor Distrital de San Juan de Lurigancho  | Hebert Chávez Calderón   |                  | Frente de la Esperanza   |